# Iris chrysophylla
Iris chrysophylla är en irisväxtart som beskrevs av Thomas Jefferson Howell 1902. Iris chrysophylla ingår i släktet irisar, och familjen irisväxter. Inga underarter finns listade i Catalogue of Life.

## Bildgalleri

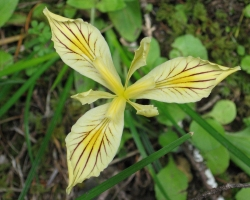
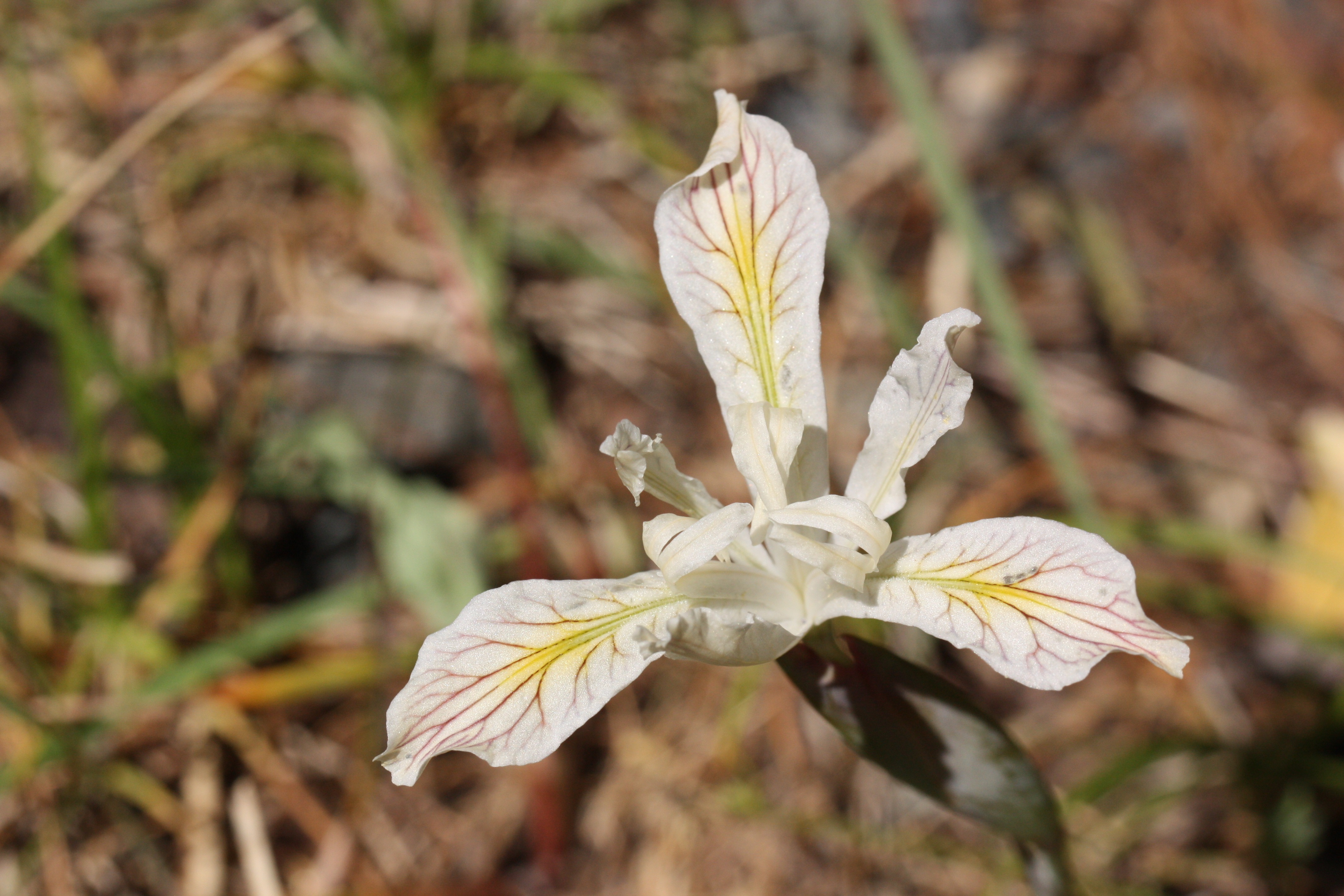
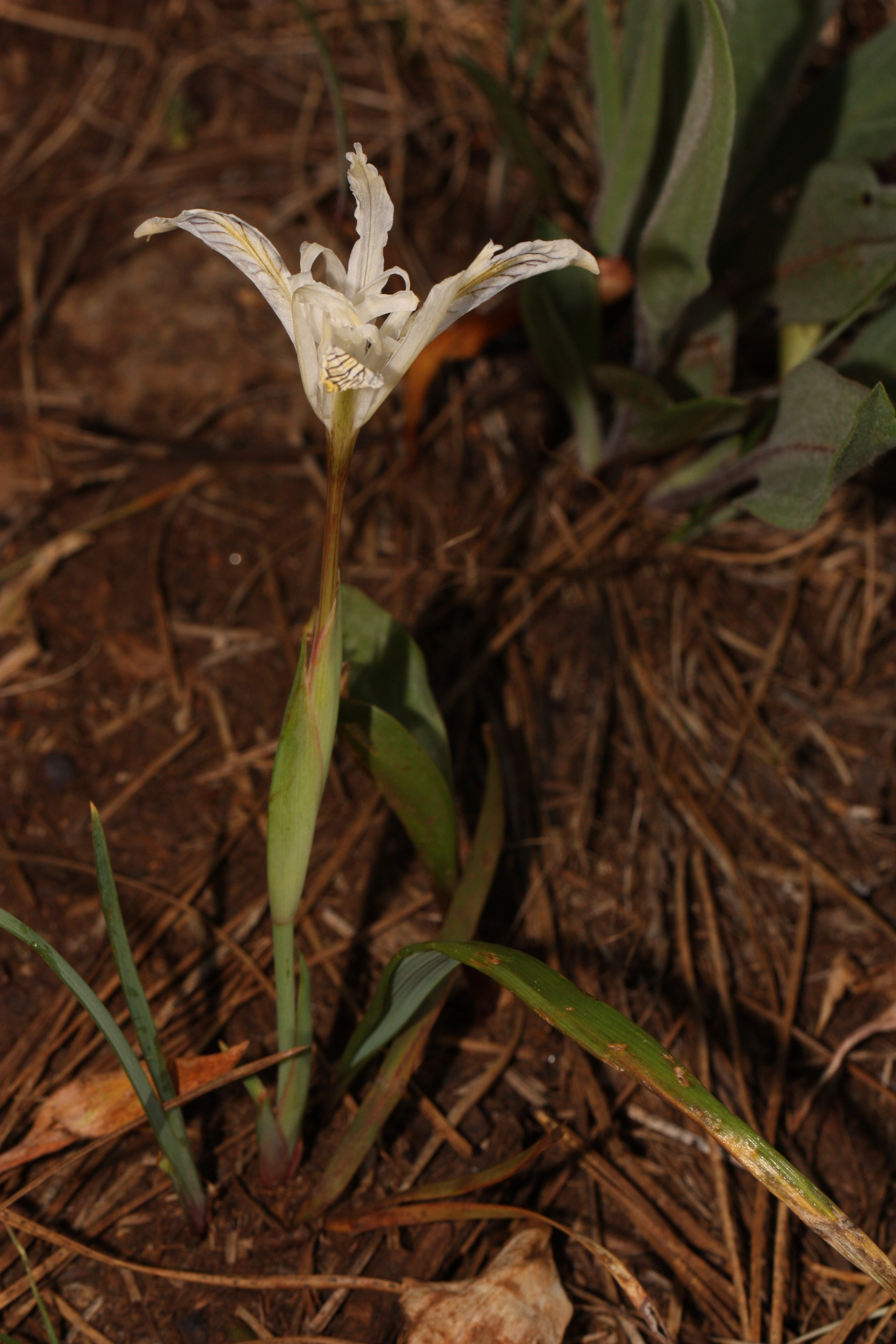